# Willa Burgundská
Willa Burgundská (asi 900 – po 936) byla členka starší větve rodu Welfů. Narodila se jako dcera krále Horního Burgundska Rudolfa I. Burgundského. Sňatkem s Bosem se stala hraběnkou z Avignonu a Arles a poté toskánskou markraběnkou.

## Rodina
Jejími rodiči byli král Horního Burgundska Rudolf I. Burgundský a Willa Provensálská, dcera Bose Provensálského. Mezi její sourozence patřila manželka císaře Ludvíka Slepého Adelaida a Rudolf II. Burgundský, který se po jejich otci stal burgundským králem. Po smrti Willina otce v roce 912 se její matka provdala za Huga Italského.

## Manželství
V roce 912 se provdala za hraběte z Arles a Avignonu Bose. Boso byl synem Teobalda z Arles a dcery krále Lothara II. Berty. Jeho starší bratr, Hugo Italský, se oženil s Willinou matkou. V roce 926, kdy se Hugo stal italským králem, učinil z Bosa provensálského regenta. Podle Liutpranda z Cremony Hugo na naléhání Willy a Bose v roce 931 obvinil svého nevlastního bratra Lamberta Toskánského ze spiknutí a sesadil ho. Hugo udělil Lambertův titul toskánského markraběte svému bratrovi Bosovi a Willa se tak stala toskánskou markraběnou. Podle Liutpranda z Cremony vedly Williny ambice Bosa k tomu, aby se v roce 936 vzbouřil proti Hugovi. Willa byla poslána do Burgundska a Hugo nahradil Bose na pozici toskánského markraběte svým vlastním synem Hubertem.
Datum jejího úmrtí není známo.

## Potomci
S Bosem měla Willa několik dětí, včetně:
- Willa Toskánská
- Berta, která se provdala za hraběte Bose Burgundského a Raymonda II. z Rouergue
- Richilda
- Gisela